# Chavela Vargas

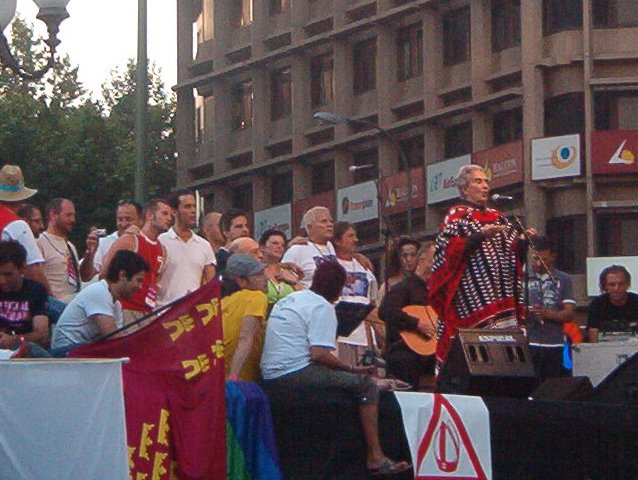
Chavela Vargas uczestnicząca w Paradzie Równości w Madrycie, 2006

Chavela Vargas, właśc. Isabel Vargas Lizano (ur. 17 kwietnia 1919 w San Joaquín de Flores, zm. 5 sierpnia 2012 w Cuernavaca) – meksykańska pieśniarka znana jako „kobieta w czerwonym ponczo”. Postać bardzo charakterystyczna: często ubierała się w męskie stroje, wykonując rancherę, meksykański styl muzyczny wykonywany głównie przez mężczyzn i traktujący o ich pożądaniu do kobiet; paliła cygara i, do lat 80', nie stroniła od alkoholu.

## Życiorys
Rodzinną Kostarykę opuściła w wieku ledwie 14 lat ze względu na brak możliwości rozwoju kariery muzycznej. Trafiła do Meksyku, gdzie zanim rozpoczęła swą karierę, przez wiele lat zarabiała na życie jako śpiewaczka uliczna.
Pierwszy swój album wydała w 1961, od tego czasu nagrała ponad 80 kolejnych. W latach 70. częściowo wycofała się z branży muzycznej z powodu alkoholizmu, ale w 1991, wyleczona, zdecydowała się powrócić do śpiewania. Była jedną z muzycznych inspiracji Pedro Almodovara, który umieścił jej liczne piosenki w ścieżkach dźwiękowych swoich filmów, a w "Kwiecie mego sekretu" pojawia się na ekranie, i dzięki którego naciskom i wstawiennictwu w 2003, w wieku 83 lat, wystąpiła w Carnegie Hall, gdzie podbiła serca publiczności. 
W 2003 pojawiła się we Fridzie Julie Taymor, gdzie śpiewała La Llorona. Jej powszechnie znana pieśń Paloma Negra również pojawiła się w ścieżce dźwiękowej Fridy. Jej udział w filmie był o tyle niezwykły, że sama Vargas jako młoda dziewczyna miała romans z tytułową Fridą Kahlo.
Piosenka Joaquína Sabiny Por el Boulevar de los Sueños Rotos (Poprzez Bulwar Złamanych Pragnień) była dedykowana Chaveli Vargas.
W wywiadzie dla kolumbijskiej telewizji w 2000 wyznała, że jest lesbijką.